# Маржинальний дохід
Маржинальний дохід, або маржинальний прибуток, або валовий прибуток, або вклад на покриття (англ. contribution margin), — різниця між виторгом від реалізації (без урахування ПДВ і акцизів) та змінними витратами. 

## Загальний опис
Іноді маржинальний дохід називають також сумою покриття — це та частина виторгу, яка залишається на покриття постійних витрат і формування прибутку. Чим вище рівень маржинального доходу, тим швидше відшкодовуються постійні витрати, і організація має можливість отримувати прибуток.
Маржинальний дохід (М) розраховується за формулою:
{\displaystyle {\text{M}}={\text{S}}-{\text{V}}},
де S — виторг від реалізації; V — сукупні змінні витрати.
Маржинальний дохід можна розрахувати не тільки на весь обсяг випуску, але і на одиницю продукції кожного виду (питомий маржинальний дохід). Економічне значення цього показника — приріст прибутку від випуску кожної додаткової одиниці продукції:
{\displaystyle {\text{m}}={\frac {{\text{S}}-{\text{V}}}{\text{Q}}}={\text{p}}-{\text{v}}},
де m — питомий маржинальний дохід; Q — обсяг реалізації; р — ціна одиниці продукції; v — змінні витрати на одиницю продукції.

## Граничний та маржинальний дохід
Через особливості перекладу термінів в українській мові виникла певна плутанина з граничним доходом та маржинальним доходом. «Граничний» та «маржинальний» — варіанти перекладу англійського слова marginal, тому з цієї позиції «граничний дохід» і «маржинальний дохід» мають бути синонімами. Але «граничний дохід» — термін з мікроекономіки, англійською він виглядає як Marginal revenue (MR) — «гранична виручка», «граничний виторг», «граничний дохід».
Маржинальний дохід (англ. Contribution margin) або «вклад на покриття», або «валовий прибуток» — це термін з фінансового менеджменту та управління підприємством, який означає перевищення доходів над змінними витратами (якому присвячена ця стаття).

## Інтернет-ресурси
- MASB Official Website